# 壺耳蝠
壺耳蝠（学名：Pharotis imogene）又名新幾內亞大耳蝠（New Guinea big-eared bat），是巴布亞新幾內亞特有的一種蝙蝠。由於棲息地大量消失，它被列為極危物種 ，它是壺耳蝠屬中的单型种，且與澳洲長耳蝠屬（学名：Nyctophilus）是近親。
在1890年後，該物種普遍被認定為已滅絕。在2014年，研究人員發現于2012年在Kamali捕獲到的一只雌性蝙蝠為該物種的一員。